# 페가 아항가라니
페가 아항가라니(페르시아어: پگاه آهنگرانی, 영어: Pegah Ahangarani, 1984년 7월 24일 ~ )는 이란의 배우, 영화 감독이다. 제23회 카이로 국제 영화제 여우주연상 수상자이다.